# ایلپمادا
ایلپمادا (به لاتین: Ilpemada) یک منطقهٔ مسکونی در سری‌لانکا است که در استان مرکزی (سری‌لانکا) واقع شده‌است.